# Albert Rusiñol i Prats
Albert Rusiñol i Prats (Barcelona, 5 d'agost de 1862 - Barcelona, 13 de març de 1928) fou un empresari i polític català, germà de Santiago Rusiñol i Prats.

## Biografia
Albert Pere Lluís Rusiñol i Prats va néixer a Barcelona, fill de Joan Rusiñol i Andreu, natural de Manlleu, i d'Amàlia Prats i Caravent, de Barcelona. Quan el seu germà Santiago decidí dedicar-se plenament a la pintura, Albert s'encarregà de la gestió de les empreses familiars, la filatura Rusiñol Hermanos de Manlleu. Va fundar l'Associació de Fabricants del Ter i fou diputat per Vic pel Partit Liberal a les eleccions generals espanyoles de 1893. Fou nomenat president de l'associació empresarial Foment del Treball Nacional de 1899 a 1901. El 1899 va mantenir un enfrontament amb el govern dirigit per Camilo Polavieja i Francisco Silvela, encapçalant una campanya demanant un concert econòmic per a Catalunya. Però mostrà un tarannà més conciliador durant el Tancament de Caixes.
El 1900 fou vicepresident de l'Assemblea de Cambres de Comerç d'Espanya i delegat del govern a l'Exposició Universal de París. Poc després, influït per Enric Prat de la Riba, ingressà a la Lliga Regionalista, de la qual fou elegit president el 1902 i diputat per Vic a les eleccions generals espanyoles de 1905 i 1923 i per Barcelona a les eleccions generals espanyoles de 1901, 1903, 1914, 1916, 1918, 1919 i 1920. També fou senador per la província de Tarragona el 1907 i president del Banc Vitalici d'Espanya el 1926. Durant la dècada de 1920 fou president del Círculo Ecuestre.
Va morir el 13 de març de 1928, poc després de ser intervingut quirúrgicament.